# Tonpraten

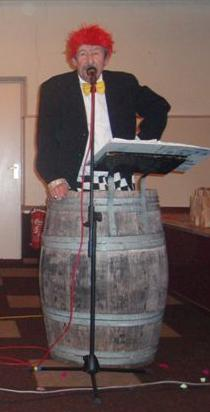
Brabantse tonpraoter

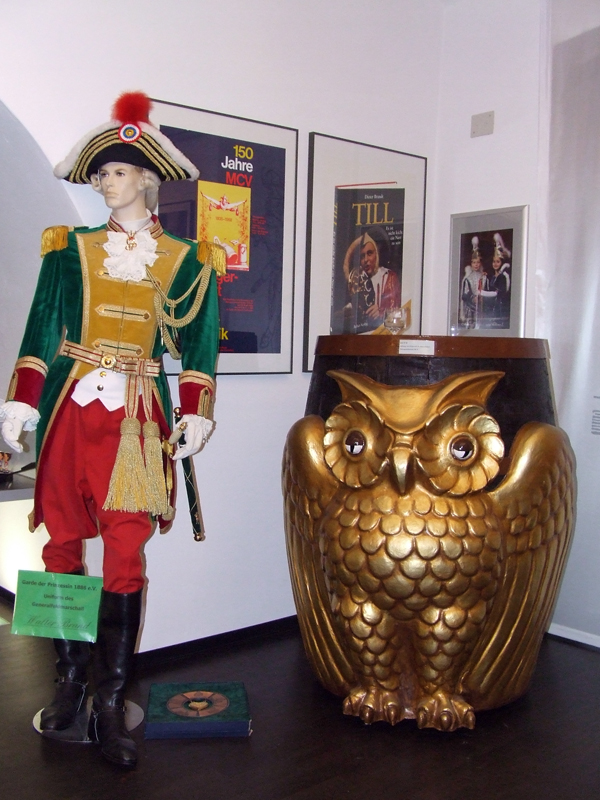
Uniform van de Generalfeldmarschall der „Garde der Prinzessin (1886) en een "Bütt" (biervat) uit Mainz, Duitsland

Tonpraten ('Tonproaten') (Noord-Brabant) of buuttereednen (Limburg) is een gebruik voorafgaand aan en tijdens carnaval. Een 'tonprater' of 'buuttereedner' speelt in een op een podium geplaatste ton een bepaald typetje en maakt daarbij grappen en woordspelingen: de "buut". De traditie is over komen waaien uit het Rijnlands carnaval in Duitsland, waar Büttenredners een gelijke voordracht houden. Tonpraten is te omschrijven als amateur-cabaret, uitgevoerd in het plaatselijke dialect van de tonpraters. In vrijwel elke stad en ieder dorp waar carnaval gevierd wordt, worden speciale avonden georganiseerd voor lokale tonpraters of buuttereedners. Daarnaast zijn er ook nog regionale kampioenschappen en andere wedstrijden. Het is alleen mogelijk om solo op te treden als tonpraat-act. Een optreden door 2 of meer "tonpraters", ook al is het als zodanig bedoeld, is dan ook geen buut maar een optreden/act.
Bij het grote publiek in het Duitse Rijnland (Duitsland), Limburg en Noord-Brabant is tonpraten vooral bekend geworden door de uitzendingen de Fasnachsitzungen door de WDR en van het Keiebijters Kletstoernooi in Helmond door Omroep Brabant, waarin de finale om de Zilveren Narrenkap plaats heeft. Dit is een jaarlijkse terugkerend evenement dat carnavalsvereniging De Keiebijters (Helmond) sinds 1964 organiseert.
Volgens de website Streektaalzang.nl is het tonpraten vanuit Limburg door Venlonaar Ad (Addie) Pollux in Eindhoven geïntroduceerd in 1968.

## Bekende namen
Sommige tonpraters zijn over de jaren heen bekende gezichten geworden voor het publiek en wonnen verschillende prijzen met hun acts. Namen die bijvoorbeeld vaak terugkomen, zijn Pierre Cnoops, Charlie Wijen, Rob Scheepers, Jan Pollux, Graodus fan Nimwegen en Andy Marcelissen en Youri Marcelissen.